# Салкинколь
Салкинко́ль (каз. Салқынкөл) — село у складі району імені Габіта Мусрепова Північноказахстанської області Казахстану. Адміністративний центр Салкинкольського сільського округу.
Населення — 242 особи (2021; 469 у 2009, 841 у 1999, 1165 у 1989).
Національний склад станом на 1989 рік:
- казахи — 41 %
- росіяни — 26 %.